# Station South Elmsall
South Elmsall is een spoorwegstation van National Rail in South Elmsall, Wakefield in Engeland. Het station is eigendom van Network Rail en wordt beheerd door Northern Rail. Het station is geopend in 1866.